# Olivier Auguste
Pour les articles homonymes, voir Auguste (homonymie).
Ne doit pas être confondu avec Olivier August.
Olivier Auguste, né en 1974, est un journaliste français.

## Biographie
Formé à l'Institut d'études politiques de Strasbourg, à l'université Purdue et à l'École supérieure de journalisme de Lille, il commence sa carrière comme reporter puis présentateur à Europe 1 et à BFM Business.
En 2001, il rejoint Le Figaro où il couvre le secteur high tech puis la grande distribution et l'agroalimentaire. En 2005, il prend en charge les questions d'assurance-maladie, d'économie de la santé, de retraite et de fonction publique ; il devient parallèlement chef du service «macroéconomie et social France» à partir de 2008 puis rédacteur en chef adjoint en 2011. De septembre 2012 à avril 2013, il est rédacteur en chef de la partie économie du site lefigaro.fr.
En mai 2013, il rejoint à sa création le quotidien L'Opinion comme journaliste et éditorialiste. En juillet 2015, il en devient le rédacteur en chef adjoint (papier et numérique)
Fin 2022, il est nommé directeur adjoint des rédactions du Parisien-Aujourd'hui en France.